# 因尼斯布魯克 (佛羅里達州)
因尼斯布魯克（英語：Innisbrook）是位於美國佛羅里達州皮尼拉斯縣的一個非建制地區。該地的面積和人口皆未知。

## 地理
因尼斯布魯克的座標為28°06′42″N 82°45′22″W / 28.11167°N 82.75611°W，而該地的平均海拔高度為5米（即16英尺）。